# Amphipoea magna
Amphipoea magna är en fjärilsart som beskrevs av Heydemann 1941. Amphipoea magna ingår i släktet Amphipoea och familjen nattflyn. Inga underarter finns listade i Catalogue of Life.